# Technopôle du Madrillet
Le technopôle du Madrillet est une technopole française située à Saint-Étienne-du-Rouvray, à proximité de Rouen, en Normandie.
Au sein de ce technopôle cohabitent des laboratoires de renommée internationale (le GPM, le CORIA, le LITIS, le LMR), des écoles d'ingénieurs, des départements de l'université de Rouen, le Centre de Ressources Informatiques de Haute-Normandie (CRIHAN) ainsi que des entreprises tournées vers la recherche (le CÉVAA et le CERTAM).
Ce site est desservi par la station de métro : Technopôle.

## Pôles de compétitivité
Sur le technopôle du Madrillet se trouvent les sièges de deux pôles de compétitivité, Mov'eo et  Nov@log, tous deux présents en Normandie et en Île-de-France.

## Enseignement supérieur, recherche et formation professionnelle
Le technopôle du Madrillet compte de nombreux établissements supérieurs et de formation professionnelle ayant pour thématiques les sciences, l'informatique et la construction.

### Liste des établissements présents
- - UFR Sciences et Techniques de l'Université de Rouen-Normandie : départements de mathématiques, de physique et d'informatique, l'école d'ingénieur interne ESITech (École Supérieure d'Ingénieurs en Technologies Innovantes)
  - INSA Rouen-Normandie : EPCSP comprenant huit laboratoires et deux écoles doctorales.
  - L'ESIGELEC : école d'ingénieurs comprenant cinq départements, huit laboratoires et un institut de recherche.
  - La STS du Lycée Polyvalent Le Corbusier : lycée du bâtiment, des travaux publics et de l'énergie offre cinq BTS et deux licences professionnelles.

### Projets et implantations
- Le CESI (à partir de la rentrée 2019[1]) : offre des formations d'ingénieurs, de masters et de masters spécialisés.

Le but est de travailler en synergie avec l'INSA Rouen-Normandie, l'ESIGELEC, l'UFR des Sciences et techniques ainsi que les laboratoires des entreprises. Les thématiques développées sont l'usine du futur, le numérique, la fabrication additive (imprimante 3D), réalité virtuelle et augmentée et la sobriété énergétique.
- Le CFA du BTP Lanfry (à partir de la rentrée 2018[2]) : parmi les formations proposées se trouvent trois BTS et une filière ingénierie « performance énergétique ».

L'implantation du CFA du BTP de Rouen doit permettre de porter le nombre d'élèves de 1 000 à 1 300. Le nouvel établissement comprendra une matériauthèque. Le budget de ce projet s'élève à 33 millions d'euros.

## Pépinière d'entreprises "Seine Ecopolis"
Une pépinière d'entreprises dédiée à l'éco-construction, Seine Ecopolis, a ouvert en 2014. Jusqu'à 50 entreprises peuvent y être accueillies dans des locaux adaptés (bureaux, ateliers, espace reprographie, matériauthèque…). La superficie totale représente près de 2 000 m2.
Des parcelles dédiées à l'implantation d'entreprises de l'éco-construction s'ajoutent aux bâtiments de la pépinière.